# Chorebus ares
Chorebus ares är en stekelart som först beskrevs av Nixon 1944.  Chorebus ares ingår i släktet Chorebus och familjen bracksteklar. Inga underarter finns listade i Catalogue of Life.